# Пономарёвский район
Пономарёвский райо́н — административно-территориальная единица (район) и муниципальное образование (муниципальный район) в Оренбургской области России.
Административный центр — село Пономарёвка.

## География
Район расположен в северо-западной части Оренбургской области и граничит: на севере — с Башкортостаном и Абдулинским районом, на юго-востоке — с Шарлыкским, на юге — с Александровским, на юго-западе — с Красногвардейским, западе — с Матвеевским районами области. Площадь территории — 2069 км².

### Природа
Большая часть района расположена в бассейне р. Дема, юг и юго-запад открывает верховья рек бассейна р. Самары, Большой Кинель и Турганика. По линии верховья рек бассейна проходит северная граница степной зоны. Климат района резко континентальный, основные черты климата: холодная суровая зима, жаркое лето, быстрый переход от зимы к лету, короткий весенний период. Лесами богата лишь северо-восточная часть района, к северу от долины р. Дема. Преобладают крупные байрачные и проводо-раздельные дубово-липовые с примесью березы и осины лесные массивы. Лесная площадь района составляет 11 865 га.

## История
Пономарёвский район образован 14 июля 1928 года в составе Средневолжской области.

## Население
| 2002    | 2003    | 2004    | 2009    | 2010    | 2012    | 2013    | 2014    | 2015    |
| ------- | ------- | ------- | ------- | ------- | ------- | ------- | ------- | ------- |
| 17 790  | ↘17 700 | ↘17 600 | ↘16 551 | ↘15 463 | ↘15 114 | ↘14 985 | ↘14 748 | ↘14 543 |
| 2016    | 2017    | 2018    | 2019    | 2020    | 2021    |         |         |         |
| ↘14 241 | ↘14 076 | ↘13 825 | ↘13 514 | ↘13 293 | ↘13 265 |         |         |         |

Численность населения — 15 463 человек. Национальный состав: русские — 71,7%, татары — 17,7%, мордва (эрзя) — 7,8%.

## Территориальное устройство
Пономарёвский район как административно-территориальная единица области включает 15 сельсоветов. В рамках организации местного самоуправления, Пономарёвский муниципальный район включает соответственно 15 муниципальных образований со статусом сельских поселений (сельсоветов):
| №  | Муниципальное образование    | Административный центр | Количество населённых пунктов | Население (чел.) | Площадь (км²) |
| -- | ---------------------------- | ---------------------- | ----------------------------- | ---------------- | ------------- |
| 1  | Борисовский сельсовет        | село Борисовка         | 1                             | ↘304             | 62,25         |
| 2  | Воздвиженский сельсовет      | село Воздвиженка       | 2                             | ↘492             | 166,97        |
| 3  | Дёминский сельсовет          | посёлок Река Дёма      | 1                             | ↗792             | 20,02         |
| 4  | Дюсьметьевский сельсовет     | село Дюсьметьево       | 2                             | ↘617             | 145,75        |
| 5  | Ефремово-Зыковский сельсовет | село Ефремово-Зыково   | 3                             | ↘343             | 125,95        |
| 6  | Ключёвский сельсовет         | село Ключёвка          | 4                             | ↘358             | 141,13        |
| 7  | Максимовский сельсовет       | село Максимовка        | 3                             | ↘208             | 81,23         |
| 8  | Наурузовский сельсовет       | село Наурузово         | 3                             | ↘1380            | 109,80        |
| 9  | Нижнекузлинский сельсовет    | село Нижние Кузлы      | 3                             | ↘334             | 117,74        |
| 10 | Пономарёвский сельсовет      | село Пономарёвка       | 2                             | ↘5009            | 172,25        |
| 11 | Равнинный сельсовет          | посёлок Равнинный      | 3                             | ↘594             | 243,23        |
| 12 | Романовский сельсовет        | село Романовка         | 1                             | ↘214             | 182,12        |
| 13 | Семёновский сельсовет        | село Семёновка         | 1                             | ↘296             | 69,79         |
| 14 | Софиевский сельсовет         | село Софиевка          | 1                             | ↘1431            | 130,58        |
| 15 | Фадеевский сельсовет         | посёлок Фадеевский     | 4                             | ↘693             | 300,23        |

Законом Оренбургской области от 9 марта 2005 года в составе муниципального района было образовано 16 муниципальных образований со статусом сельских поселений (сельсоветов). Законом Оренбургской области от 26 июня 2013 года в состав Дюсьметьевского сельсовета был включён упразднённый Алексеевский сельсовет.

### Населённые пункты
В Пономарёвском районе 34 населённых пункта.
| №  | Населённый пункт | Тип     | Население | Муниципальное образование    |
| -- | ---------------- | ------- | --------- | ---------------------------- |
| 1  | Алексеевка       | село    | ↘261      | Дюсьметьевский сельсовет     |
| 2  | Алябьево         | село    | 61        | Равнинный сельсовет          |
| 3  | Беседино         | село    | 121       | Фадеевский сельсовет         |
| 4  | Борисовка        | село    | ↘304      | Борисовский сельсовет        |
| 5  | Верхние Кузлы    | село    | 192       | Нижнекузлинский сельсовет    |
| 6  | Владимировка     | посёлок | 9         | Нижнекузлинский сельсовет    |
| 7  | Воздвиженка      | село    | 538       | Воздвиженский сельсовет      |
| 8  | Георгиевка       | посёлок | 26        | Ключёвский сельсовет         |
| 9  | Грачёвка         | посёлок | 16        | Максимовский сельсовет       |
| 10 | Григорьевка      | посёлок | 6         | Наурузовский сельсовет       |
| 11 | Дмитриевка       | деревня | 27        | Пономарёвский сельсовет      |
| 12 | Дюсьметьево      | село    | ↘550      | Дюсьметьевский сельсовет     |
| 13 | Ефремово-Зыково  | село    | 345       | Ефремово-Зыковский сельсовет |
| 14 | Жатва            | посёлок | 73        | Равнинный сельсовет          |
| 15 | Ильиновка        | посёлок | 19        | Ключёвский сельсовет         |
| 16 | Кирсаново        | село    | 154       | Воздвиженский сельсовет      |
| 17 | Ключёвка         | село    | 423       | Ключёвский сельсовет         |
| 18 | Комиссаровка     | посёлок | 24        | Ефремово-Зыковский сельсовет |
| 19 | Максимовка       | село    | 301       | Максимовский сельсовет       |
| 20 | Михайловка       | посёлок | 0         | Ключёвский сельсовет         |
| 21 | Нариманово       | посёлок | 3         | Наурузовский сельсовет       |
| 22 | Наурузово        | село    | 1688      | Наурузовский сельсовет       |
| 23 | Нижние Кузлы     | село    | 293       | Нижнекузлинский сельсовет    |
| 24 | Новобогородское  | село    | 168       | Фадеевский сельсовет         |
| 25 | Петровка         | посёлок | 0         | Максимовский сельсовет       |
| 26 | Пономарёвка      | село    | ↘5050     | Пономарёвский сельсовет      |
| 27 | Равнинный        | посёлок | 696       | Равнинный сельсовет          |
| 28 | Река Дёма        | посёлок | ↗792      | Дёминский сельсовет          |
| 29 | Романовка        | село    | ↘214      | Романовский сельсовет        |
| 30 | Семёновка        | село    | ↘296      | Семёновский сельсовет        |
| 31 | Сорокино         | село    | 134       | Ефремово-Зыковский сельсовет |
| 32 | Софиевка         | село    | ↘1431     | Софиевский сельсовет         |
| 33 | Фадеевский       | посёлок | 598       | Фадеевский сельсовет         |
| 34 | Чистополье       | посёлок | 50        | Фадеевский сельсовет         |

Упразднённые населённые пункты
13 ноября 1997 года было упразднено село Терентьевка.
23 января 1998 года был упразднён посёлок Метеор.

## Экономика
Сельскохозяйственные угодья занимают — 185330 га, в том числе: 131985 га пашни, пастбищ — 46034 га, сенокосов — 7318 га.
Из промышленности развивается добывающая — в районе открыто 13 месторождений нефти.